# John Surtees
John Surtees (ur. 11 lutego 1934 w Tatsfield, w hrabstwie Surrey, zm. 10 marca 2017 w Londynie) – brytyjski kierowca wyścigowy i motocyklista. Wielokrotny mistrz świata.
Surtees jest jedynym kierowcą w historii sportu motorowego, który zdobył tytuły mistrza świata zarówno w wyścigach motocyklowych, jak i Formule 1.

## Życiorys
W latach 1952–1960 startował w motocyklowych MŚ zdobywając siedem tytułów mistrzowskich (w klasie 500 cm³ w 1956 roku oraz trzykrotnie z rzędu podwójne korony w klasach 500 cm³ i 350 cm³ w latach 1958–1960). Jeździł na motocyklach marki Norton oraz MV Agusta.
W 1960 roku postanowił zakończyć karierę motocyklisty i przeniósł się do Formuły 1. Startował w barwach Lotusa, aby w 1963 roku podpisać umowę z Ferrari. W barwach włoskiej stajni w 1964 roku został mistrzem świata. Dwa lata później odszedł do Hondy, a w 1970 roku założył własny zespół, w którym również startował przez dwa kolejne sezony.
W 1972 roku zakończył czynną karierę; jednocześnie pozostał na stanowisku szefa własnego zespołu. Ekipa Surteesa startowała w MŚ F1 do 1978 roku.
W karierze F1 wziął udział w 112 wyścigach Grand Prix, zanotował 6 zwycięstw, 8 razy startował z pole position.
Pełnił funkcję szefa zespołu narodowego Wielkiej Brytanii w mistrzostwach A1 Grand Prix.
W uznaniu swoich zasług został odznaczony Orderem Imperium Brytyjskiego (klasa MBE).
Jego 18-letni syn, Henry Surtees, zginął na torze Brands Hatch w Wielkiej Brytanii w trakcie zawodów Formuły 2 w 2009 roku.